# ISU-122
ISU-122 bylo sovětské samohybné dělo používané během druhé světové války.
V roce 1943 vznikla další varianta samohybného děla, která byla stavěna na podvozku tanků řady IS. Původně se počítalo, že se bude vyrábět stroj s kanónem ráže 152 mm (viz ISU-152). Jelikož však nebylo možno zajistit odpovídající počet tankových děl této ráže, bylo rozhodnuto osadit část produkce samohybných děl kanóny ráže 122 mm, které však měly lepší protipancéřový účinek. V letech 1943–1944 bylo vyrobeno 645 ks ISU-122. Základní verze byla vyzbrojena kanónem A-19S s rychlostí střelby 2–3 ran/min, zatímco stroje ISU-122S dostaly kanón D-25S s poloautomatickým závěrem a rychlost střelby tak byla zvýšena na 4 rány za minutu.